# Suso Mórtiner
Jesús Pérez Loza, dit Suso Mórtiner est un dessinateur de presse espagnol, auteur du comic strip La mirada zítrica dans le quotidien régional La Nueva España de Gijón.

## Prix
- 2009 : Prix Haxtur de l'humour et du « finaliste ayant reçu le plus de votes » pour La mirada zítrica.